# جيفري هارفي
جيفري هارفي (بالإنجليزية: Jeffrey A. Harvey)‏ (و. 1955 – م) هو فيزيائي، وأستاذ جامعي من الولايات المتحدة الأمريكية . ولد في سان أنطونيو (تكساس) . وهو عضواً في الأكاديمية الوطنية للعلوم، والجمعية الفيزيائية الأمريكية، والأكاديمية الأمريكية للفنون والعلوم .

## مناصب وهيئات
أدار جامعة شيكاغو.